# Jakob av Edessa
Jakob av Edessa, född omkring 640, död 5 juni 708, var en syrisk biskop och författare.
Jakob var i två korta perioder från 684 biskop i Edessa men tillbringade däremellan 20 år under litterär verksamhet i olika kloster. Han har bland annat skrivit en fullständig bibelkommentar och en syrisk grammatik samt infört metoden att använda de grekiska vokaltecknen för vokalisering av den syriska texten.